# Seconda era costituzionale
La Seconda era costituzionale (in turco İkinci Meşrutiyet Dönemi) dell'Impero ottomano fu istituita poco dopo la Rivoluzione dei Giovani Turchi del 1908 che costrinse il sultano Abdul Hamid II a ripristinare la monarchia costituzionale con la rinascita del Parlamento ottomano, l'Assemblea generale dell'Impero ottomano e il ripristino della costituzione del 1876. Il parlamento e la costituzione della prima era costituzionale (1876-1878) erano stati sospesi da Abdul Hamid nel 1878 dopo soli due anni di funzionamento. Considerando che la Prima era Costituzionale non consentiva la presenza di partiti politici, i Giovani turchi modificarono la costituzione per rafforzare la Camera dei Deputati eletta dal popolo a spese del Senato non eletto e dei poteri personali del Sultano, e per la prima volta nella storia dell'Impero formarono e unirono molti partiti e gruppi politici.
Durante questo periodo una serie di elezioni portò alla graduale ascesa del dominio nella politica del Comitato per l'Unione e il Progresso (CUP). Il secondo partito più grande, con il quale il CUP venne coinvolto in una lotta di potere di 2 anni con il Partito della Libertà e dell'Accordo (noto anche come Unione Liberale o Intesa Liberale) fondato nel 1911 da coloro che si erano separati dal CUP. Il periodo sopravvisse a un tentativo reazionario di ristabilire l'assolutismo. Dopo la prima guerra mondiale e l'occupazione di Costantinopoli il 13 novembre 1918 da parte degli Alleati, la decisione del parlamento di collaborare con i rivoluzionari turchi ad Ankara con la firma del Protocollo di Amasya e l'accettazione nel 1920 del Misak-ı Millî (Patto Nazionale) fece arrabbiare gli Alleati, che costrinsero il sultano ad abolire il parlamento. L'ultima riunione del 18 marzo 1920 produsse una lettera di protesta agli alleati e un panno nero coprì il pulpito del parlamento come promemoria dei suoi membri assenti.

## Restaurazione
La rivoluzione dei giovani turchi, avviata nelle province balcaniche, si diffuse rapidamente in tutto l'impero e portò il sultano Abdulhamid II (che aveva sospeso il parlamento nel 1878, ponendo così fine al primo periodo costituzionale dell'Impero Ottomano) all'annuncio della restaurazione del Costituzione ottomana del 1876 e alla convocazione del parlamento il 3 luglio 1908.
La ragione dietro la rivolta, in quella fase ancora localizzata era stata la politica pesantemente oppressiva del Sultano (istibdâd come segnalata dai contemporanei, sebbene molti espressero desideri per il suo dispotismo vecchio stile a pochi anni dal nuovo regime), che erano basate su una vasta gamma di spie (hafiye ), così come i costanti interventi delle potenze europee al punto da mettere in pericolo la sovranità dell'Impero.
Il quadro giuridico fu quello del Kanûn-ı Esâsî della prima era costituzionale che aveva prevalso nel 1876. Da quando il sultano dichiarò di non aver mai sciolto ufficialmente il primo parlamento ottomano, gli ex parlamentari (quelli ancora in grado di servire) che si erano riuniti 33 anni prima si ritrovarono improvvisamente a rappresentare il popolo per la restaurazione del costituzionalismo.
Come nel 1876, il rinnovato parlamento ottomano era composto da due camere: un Senato (Camera alta) e una Camera dei deputati (Camera bassa). La Camera dei deputati era eletta dal popolo, nella proporzione di un membro ogni 50.000 maschi della popolazione di età superiore ai 25 anni che pagavano le tasse. I senatori, invece, erano nominati a vita dal Sultano, dovevano avere più di 40 anni, e il loro numero non poteva superare un terzo dei membri della Camera dei deputati.
Le elezioni generali dovevano svolgersi ogni quattro anni. La popolazione generale, tuttavia, non votava direttamente per il deputato che desiderava rappresentarla in Parlamento. In ciascuno dei 15 distretti elettorali, gli elettori registrati avevano il diritto di scegliere i delegati nella proporzione di 1 delegato per 500 elettori, e questi delegati (consigli amministrativi eletti) avevano il potere effettivo di scegliere i rappresentanti nella Camera. Inoltre, l'amministrazione dei territori era affidata a questi delegati nei Consigli di amministrazione eletti. Pertanto, questi Consigli furono eletti e servirono non solo come collegio elettorale, ma anche come governo locale nelle province e distretti (in turco, vilayet).

Il parlamento si riunì dopo la rivoluzione solo brevemente e in modo piuttosto simbolico. L'unico compito che svolse fu quello di indire nuove elezioni. Nel primo Parlamento, il presidente della Camera dei deputati era un deputato di Gerusalemme, Yusif Dia Pasha Al Khalidi.

## Primo mandato, 1908
Il nuovo parlamento comprendeva 142 turchi, 60 arabi, 25 albanesi, 23 greci, 12 armeni (tra cui quattro del Dashnak e due dell'Hunchak), 5 ebrei, 4 bulgari, 3 serbi e 1 valacco nelle elezioni del 1908. Il CUP avrebbe potuto contare sull'appoggio di circa 60 deputati. Il CUP, principale forza motrice della rivoluzione, riuscì a prendere il sopravvento contro l'Unione Liberale (LU). Il LU era di vedute liberali, con una forte impronta britannica e più vicina al palazzo. Il CUP si presentava come il più grande partito di un parlamento frammentato con soli 60 seggi dei 275 totali.

Il 30 gennaio 1909, il ministro degli Interni, Hüseyin Hilmi Pasha, salì sul podio per rispondere a un'inchiesta sponsorizzata da musulmani e non musulmani. Si trattava di come il governo avrebbe affrontato ciò che questi deputati chiamavano una mancanza di legge e ordine: l'aumento degli omicidi degli assalti armati e il vagabondaggio dei banditi. La violenza etnica e settaria tra le varie comunità dell'impero stava costando vite e risorse. Questo fu un evento importante in quanto il nuovo sistema stava superando il primo test di condotta parlamentare "corretta". La nuova costituzione garantiva la libertà di stampa. Tuttavia le discussioni cominciarono a divampare tra i deputati e presto tutto il decoro fu messo da parte. La lotta verbale era la rappresentazione dei problemi etnici che affliggevano l'impero. Si svolgeva lungo le linee del nazionalismo tra i deputati non musulmani, secondo le loro origini etniche e religiose, e sull'ottomanismo come risposta a queste ideologie concorrenti.

### Incidente del 31 marzo 1909
Ben presto apparvero le prime minacce all'esperimento nel governo costituzionale e parlamentare. Nove mesi dopo l'inizio della nuova legislatura, il malcontento e il sentimento reazionario contro il costituzionalismo trovarono espressione in un movimento fondamentalista nel contro-colpo di stato ottomano del 1909.
Il contro-colpo alla fine portò alla fine all'incidente controrivoluzionario del 31 marzo (che si è in realtà verificato il 13 aprile 1909). I costituzionalisti furono in grado di strappare il controllo del governo ottomano ai reazionari con l'"esercito d'azione" (in turco Harekat Ordusu). Molti aspetti dell'incidente del 31 marzo, iniziato in alcune sezioni dell'esercito ammutinato a Istanbul, devono ancora essere analizzati.
La Camera dei Deputati eletta popolarmente si riunì in sessione segreta due giorni dopo e votò all'unanimità per la deposizione di Abdul Hamid II. Suo fratello minore, Mehmed V, divenne il nuovo Sultano. Hilmi Pasha divenne nuovamente Gran visir, ma si dimise il 5 dicembre 1909, quando gli successe Hakki Bey.

### Politiche
Il CUP era di nuovo al potere. Ritenendo che il contro-colpo fosse stato ispirato e organizzato dal Sultano, che aveva corrotto le truppe in modo che potesse ripristinare il vecchio regime, decisero di porre fine al suo governo. Ciò fu realizzato rimuovendo i poteri del Sultano dalla costituzione e rimuovendolo dal trono. Ciò servì a rimuovere in gran parte le rimanenti minacce al parlamento e al costituzionalismo.
La nuova costituzione bandì tutte le società segrete. Il Parlamento di tre mesi il 27. Durante tale intervallo, il CUP si riunì a Salonicco e modificò le proprie regole di partito e cessò di essere un'associazione segreta. Ciò era considerato un'espressione di fiducia nel parlamento riformato, che aveva gettato le basi delle importanti riforme finanziarie e amministrative.
Sorsero tensioni e scontri tra sionisti e contadini palestinesi vicino a Nazareth. Un deputato palestinese di Giaffa sollevò per la prima volta la questione sionista nel parlamento ottomano.
Una volta al potere, il CUP introdusse una serie di nuove iniziative intese a promuovere la modernizzazione dell'Impero ottomano. Esso sostenne un programma di riforma ordinata sotto un forte governo centrale, così come l'esclusione di ogni influenza straniera. Il CUP promosse l'industrializzazione e le riforme amministrative, le quali portarono rapidamente a un maggiore grado di centralizzazione.
Sebbene il CUP avesse collaborato con il LU, i loro rispettivi obiettivi erano in forte contrasto. LU favoriva il decentramento amministrativo e l'assistenza europea per attuare le riforme e promuoveva l'industrializzazione. Inoltre, il CUP implementò la secolarizzazione del sistema legale e fornì sussidi per l'istruzione delle donne, e modificò la struttura amministrativa delle scuole primarie statali. Il nuovo parlamento tentò di modernizzare le reti di comunicazione e di trasporto dell'Impero, cercando allo stesso tempo di non mettersi nelle mani delle masse europee e dei banchieri non musulmani.
La Germania e l'Italia possedevano già le misere ferrovie ottomane (5.991 km di ferrovie a binario unico in tutti i domini ottomani nel 1914) e dal 1881 l'amministrazione del debito estero ottomano in default era in mano agli europei. L'Impero Ottomano era in sostanza una colonia economica.
Verso la fine del 1911, l'opposizione coadiuvata attorno al LU riorganizzato (adesso ufficialmente fondato come Partito Libertà e Accordo nel novembre 1911) sembrava in aumento. Solo 20 giorni dopo la formazione, un'elezione suppletiva nel dicembre 1911 (che copriva in realtà un unico collegio elettorale) in cui vinse il candidato dell'Unione liberale fu ritenuta come una conferma di una nuova atmosfera politica e le sue ripercussioni furono ampie.

## Secondo mandato, 1912
Il periodo 1912-1913 fu un periodo molto turbolento per il governo ottomano in termini di affari interni ed esteri. Esso segnò una lotta di potere politico tra il Comitato di Unione e Progresso e il Partito Libertà e Accordo (noto anche come Unione Liberale o Intesa Liberale), consistente in rapidi scambi di potere che coinvolgevano elezioni truccate, una rivolta militare e infine un colpo di stato sullo sfondo delle disastrose guerre balcaniche.

### "Elezione dei Club" e il governo del CUP
Il CUP chiese le elezioni nazionali anticipate al fine di contrastare la capacità del nuovo partito Libertà e Accordo per organizzarsi e crescere meglio. Nelle elezioni generali bipartitiche tenutesi nell'aprile 1912, soprannominate "Elezione dei Club " (in turco Sopalı Seçimler) a causa della diffusa frode elettorale e delle violenze perpetrate dal CUP contro i candidati di Libertà e Accordo, i risultati mostrarono una maggioranza schiacciante del CUP (269 dei 275 seggi alla Camera dei Deputati). Il Gran visir Mehmed Said Pasha formò un gabinetto di membri del CUP.

### Rivolta degli "Ufficiali del Salvatore" e governo del LU
La leadership del LU, infuriata per la loro perdita nelle elezioni cercò metodi extra-legali per riconquistare il potere sul CUP, lamentandosi apertamente delle frodi elettorali. In questo periodo, un gruppo di ufficiali militari, a disagio con le ingiustizie percepite all'interno dell'esercito, si organizzò in un'organizzazione armata nota come "Ufficiali del Salvatore" (in turco Halâskâr Zâbitân) e rese nota la loro presenza al governo imperiale. Gli Ufficiali del Salvatore, divenendo rapidamente partigiani di Libertà e Accordo, crearono presto disordini nella capitale Istanbul. Dopo aver ottenuto il sostegno del principe Sabahaddin, un altro leader dell'opposizione, gli ufficiali del Salvatore pubblicarono dichiarazioni sui giornali.
Alla fine, dopo aver consegnato un memorandum al Consiglio militare, gli ufficiali del Salvatore riuscirono a convincere Mehmed Said Pasha (che lo accusarono di aver consentito alle elezioni anticipate che portarono al dominio del CUP della Camera) e il suo governo dei ministri del CUP a dimettersi nel mese di luglio. Mehmed Said Pasha fu sostituito dal governo apartitico di Ahmed Muhtar Pasha (il cosiddetto "Grande Gabinetto", in turco Büyük Kabine). Con il sostegno degli ufficiali del Salvatore, Ahmed Muhtar Pasha sciolse anche la Camera, che era ancora piena di membri del CUP, e chiese nuove elezioni il 5 agosto. Lo scoppio della guerra balcanica in ottobre deragliò i piani per le elezioni, che furono annullate, e Ahmed Muhtar Pasha si dimise da Gran Visir.
Il nuovo Gran Visir, il faro del LU Kâmil Pasha, formò un gabinetto del LU e iniziò uno sforzo per distruggere le vestigia rimaste del governo CUP dopo la rivolta degli Ufficiali del Salvatore.
Usando i propri rapporti amichevoli con gli inglesi, Kâmil Pasha si sedette anche per porre fine diplomaticamente alla prima guerra balcanica in corso. Tuttavia, i pesanti sconvolgimenti militari ottomani durante la guerra continuarono a indebolire il morale, poiché si diffusero le voci che la capitale avrebbe dovuto essere spostata da Istanbul all'entroterra dell'Anatolia. L'esercito bulgaro era presto avanzato fino a Çatalca, un quartiere occidentale della moderna Istanbul. A questo punto, il governo di Kâmil Pasha firmò un armistizio con la Bulgaria nel dicembre 1912 e si sedette per redigere un trattato per la fine della guerra alla Conferenza di pace di Londra.
Le grandi potenze - l'Impero britannico, la Francia, l'Italia e la Russia - avevano iniziato a intrattenere rapporti tra la Bulgaria e l'Impero Ottomano, citando il Trattato di Berlino del 1878. Le Grandi potenze diedero una nota alla Sublime porta (il governo ottomano) nel quale volevano che l'Impero ottomano cedesse Edirne (Adrianopoli) alla Bulgaria e le isole dell'Egeo sotto il suo controllo alle stesse Grandi potenze. A causa delle perdite subite dall'esercito fino a quel momento durante la guerra, il governo di Kâmil Pasha era incline ad accettare la "Linea Midye-Enez" come confine a ovest e, pur non dando a titolo definitivo Edirne alla Bulgaria, preferì trasferirne il controllo a una commissione internazionale.

### Raid alla Sublime porta
Il governo del LU con Kâmil Pasha in qualità di Gran Visir fu rovesciato in un colpo di stato (noto anche come Raid alla Sublime Porta, in turco Bâb-ı Âlî Baskını) progettato dai leader del CUP Enver e Talaat Bey, che usarono il pretesto di Kâmil Pasha "disonorando la nazione" dell'eventuale accettazione di dare Edirne ai bulgari. Il 23 gennaio 1913, Enver Bey fece irruzione con alcuni dei suoi collaboratori nella Sublime porta durante una sessione del gabinetto, con un raid in cui fu ucciso il ministro della Guerra Nazim Pasha. Fu formato un nuovo governo CUP, guidato dal Gran visir Mahmud Shevket Pasha.

Mahmud Shevket Pasha fu assassinato l'11 giugno 1913 per vendetta da un parente di Nazim Pasha, sebbene fosse stato benevolo nei confronti dell'odierna opposizione LU dopo il colpo di stato. Dopo la sua morte, gli successe Said Halim Pasha, e il CUP iniziò a reprimere il LU e altri partiti di opposizione, costringendo molti dei loro leader (come il principe Sabahaddin) a fuggire in Europa.

### Politiche
Dopo le guerre balcaniche, l'Impero Ottomano divenne un'entità con due costituenti principali;ovvero i turchi e gli arabi. Nel nuovo quadro, la percentuale di rappresentanti delle province arabe aumentò dal 23% (1908) al 27%, i turkmeni dal 14% (1908) al 22% e in totale membri del CUP dal 39% (1908) al 67%.
Nella nuova consolidata struttura le questioni di minoranza, come quelle che interessavano gli armeni, dominarono la politica. I politici armeni sostenevano il CUP, ma quando si formò il parlamento il risultato fu molto diverso da quello atteso. Le guerre balcaniche avevano spostato in modo significativo l'impero ottomano multietnico e multireligioso a un nucleo musulmano. La dimensione della maggioranza del CUP in parlamento si rivelò una fonte di debolezza piuttosto che di forza quando le minoranze divennero estranee. I musulmani deportati (turchi) dai Balcani si trovavano nelle parti occidentali dell'Anatolia e presentarono le proprie questioni. Gli armeni si aspettavano attraverso il parlamento una maggiore rappresentanza ma la natura della democrazia li tenne in una posizione di minoranza. Questo fu un risultato inaspettato per gli armeni dopo che erano stati fin dal 1453 in una posizione protetta.

Nel 1913, la politica a Istanbul era incentrata sulla ricerca di una soluzione alle richieste dei gruppi riformisti arabi e armeni. La politica del XIX secolo dell'Impero ottomano si occupava delle richieste decentraliste delle nazioni balcaniche. Nel 1913, lo stesso modello proveniva dalle province orientali. Con la maggior parte della popolazione cristiana che aveva già lasciato l'Impero dopo le guerre balcaniche, era in atto una ridefinizione della politica ottomana con una maggiore enfasi sull'Islam come forza vincolante. La scelta di questa politica va considerata anche in relazione alle forze esterne (imperialiste) che erano cristiane.

## Terzo mandato, 1914
Tenendo conto della perdita dei Balcani e della Libia da parte dell'Impero ottomano e nonostante il regime monopartitico istituito dal CUP, le minoranze etniche ottomane sarebbero state rappresentate in proporzioni simili durante il mandato 1914-1918 del Parlamento ottomano, con 11 armeni e una dozzina di greci eletti come deputati.
Nel 1914 si tennero nuove elezioni in un quadro di partito unico e il CUP ottenne tutti i collegi. Il potere effettivo era nelle mani di Mehmed Talat Pasha, il ministro degli Interni, Enver Pasha, il ministro della Guerra, e Cemal Pasha, il ministro della Marina, fino al 1918. Talaat Pasha divenne esgli stesso Gran visir nel 1917.
Una frazione all'interno del CUP portò l'Impero ottomano a creare un'alleanza segreta ottomano-tedesca che lo portò alla prima guerra mondiale. Il ruolo dell'Impero come alleato degli Imperi centrali fa parte della storia di quella guerra.
Con il crollo della Bulgaria e la capitolazione della Germania, l'Impero Ottomano fu isolato.

## Quarto mandato, 1919
Le elezioni dell'ultimo mandato furono svolte sotto l'occupazione militare di Costantinopoli da parte degli alleati, ma furono indette in base al protocollo di Amasya firmato il 22 ottobre 1919 tra il governo ottomano e il movimento nazionale turco, al fine di concordare un movimento di resistenza turco congiunto contro gli alleati.
Quando la nuova sessione della Camera dei Deputati si riunì il 16 marzo 1920, approvò il Misak-ı Millî (Patto nazionale) con il Movimento nazionale turco, facendo arrabbiare gli Alleati. Diversi parlamentari furono arrestati e deportati. Gli alleati pressarono il sultano Mehmed VI il quale sciolse il parlamento l'11 aprile.

### Fine del CUP, 1919

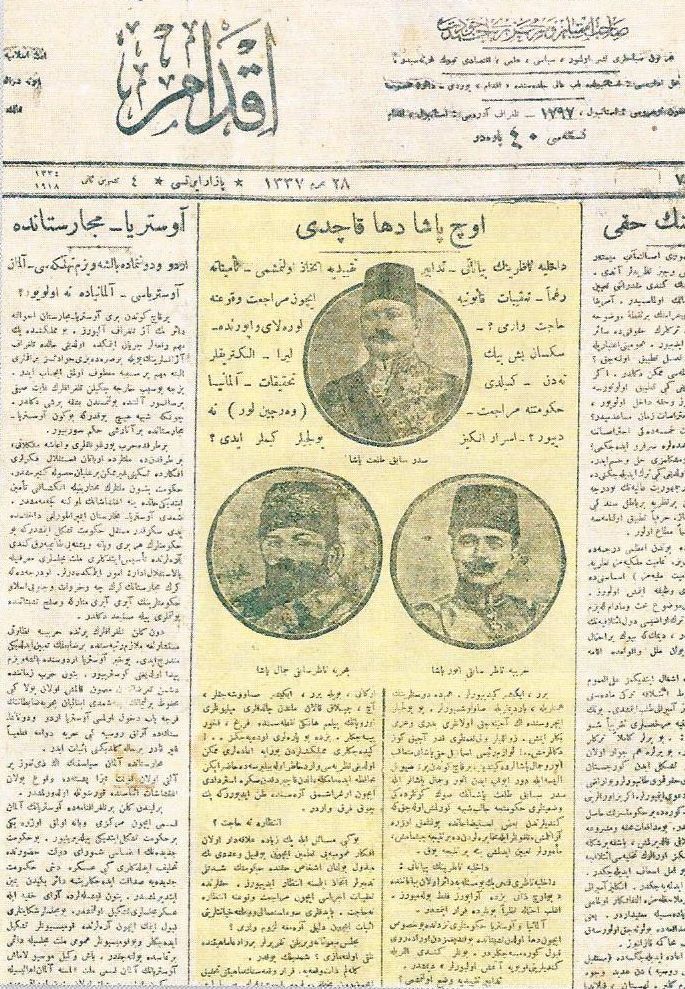
La prima pagina del quotidiano ottomano İkdam del 4 novembre 1918 che annunciava la fuga dei Tre Pascià dal paese.

Il 13 ottobre 1918, Talaat Pasha e il resto del ministero del CUP si dimisero e venne firmato l'armistizio di Mudros a bordo di una corazzata britannica nel Mar Egeo alla fine del mese. Le corti marziali turche del 1919-20 processarono gli ex ufficiali con l'accusa di sovversione della costituzione, e di speculazione in tempo di guerra e di massacri sia di armeni che di greci. Il tribunale raggiunse un verdetto che condannava a morte gli organizzatori dei massacri, Talat, Enver, Cemal e altri. Il 2 novembre, i Tre Pasha (Talaat, Enver e Djemal ) fuggirono da Costantinopoli in esilio.

### Questioni sull'occupazione, gennaio 1920
Le ultime elezioni per il parlamento ottomano si svolsero nel dicembre 1919. I 140 membri neoeletti del Parlamento ottomano, composti nella stragrande maggioranza dai candidati dell'" Associazione per la difesa dei diritti per l'Anatolia e la Rumelia (Anadolu ve Rumeli Müdafaa-i Hukuk Cemiyeti)", guidati da Mustafa Kemal, che rimase egli stesso in Ankara, aprì la quarta (e ultima) legislatura il 12 gennaio 1920.

### Patto Nazionale, febbraio 1920
Nonostante sia tata di breve durata e sotto condizioni eccezionali, quest'ultima assemblea prese una serie di decisioni importanti che si chiamano Misak-ı Millî (Patto Nazionale). Essa aveva firmato il Protocollo di Amasya con il Movimento nazionale turco ad Ankara il 22 ottobre 1919, in cui i due gruppi concordarono di unirsi contro gli alleati che occupavano il paese e di chiedere le elezioni. Al protocollo, il governo ottomano era rappresentato dal ministro della Marina Salih Hulusi Pasha mentre il movimento nazionale turco era rappresentato da Mustafa Kemal Atatürk, Rauf Orbay e Bekir Sami Kunduh a titolo di Delegazione dei rappresentanti (Heyeti Temsiliye).

### Dissoluzione, marzo 1920
La notte del 15 marzo, le truppe britanniche iniziarono ad occupare gli edifici chiave e arrestarono cinque membri del parlamento. La 10ª divisione e la scuola di musica militare resistettero all'arresto. Almeno 10 studenti morirono sotto i colpi di arma da fuoco dell'esercito indiano britannico. Il bilancio totale delle vittime è sconosciuto. Tuttavia, il 18 marzo, i parlamentari ottomani si riunirono in un'ultima riunione. Un panno nero copriva il pulpito del Parlamento per ricordare i suoi membri assenti e il Parlamento inviò una lettera di protesta agli Alleati, dichiarando inaccettabile l'arresto di cinque dei suoi membri.
Di fatto, la riunione del 18 marzo segna la fine del sistema parlamentare ottomano e del Parlamento stesso. La mossa britannica al Parlamento aveva lasciato il Sultano come unica autorità tangibile nell'Impero. Il Sultano annunciò la sua versione della dichiarazione di scioglimento del Parlamento l'11 aprile. Circa 100 politici ottomani furono mandati in esilio a Malta.
Più di cento dei restanti membri presero presto il passaggio ad Ankara e formarono il nucleo della nuova assemblea. Il 5 aprile, il sultano Mehmed VI Vahdeddin, sotto la pressione degli alleati, chiuse ufficialmente il parlamento ottomano.